# Кит Карсон
Кристофер Хјустон Карсон (енгл. Christopher Houston Carson; Округ Медисон, 24. децембар 1809 - 23. мај 1868) је био амерички истраживач, пионир и борац против Индијанаца. Карсон је напустио свој дом у руралном делу данашњег Мисурија у својој шесанестој години и постао трапер на Дивљем западу. Карсон је истраживао на запад све до Шпанске Калифорније и на север кроз Стеновите планине. Живео је са племенима Арапахо и Чејени и женио се са припадницама тих племена. Џон Фримонт га је унајмио за водича и водио је експедицију кроз већи део Калифорније, Орегона и област Великог басена. Прославио се захваљујући Фримонтовим записима о својим експедицијама и био је јунак многих романа.
Током Америчко-мексичког рата, Карсон је био курир и извиђач, који се прославио због своје спасилачке мисије након битке код Сан Пасквала и свог путовања од обале од обале од Калифорније до Вашингтона да однесе вести америчкој влади. Током 1850. постављан је за индијанског агента код Јути и Хикариља Апача. Током Америчког грађанског рата предвопдио је пук сачињен углавном од хиспанских добровољаца на страни Уније у бици код Валвердеа 1862. Касније током Индијанских ратова, Карсон је предводио војску са циљем да пацификује Навахе, Мескалеро Апаче, Кајове и Команче. Оцрњен је због свог учешћа у покоравању Наваха и њиховом присилном пресељењу у Боске Редондо, где су многи преминули. Био је привремено унапређен у бригадног генерала, иако је био неписмен.
По Киту Карсону су названи Карсон Сити и река Карсон.